# Avenida Orinoco (Maturín)
Avenida Orinoco es el nombre que recibe una de las arterias viales de la ciudad de Maturín, capital del Estado Monagas en el extremo oriente del país sudamericano de Venezuela. Recibe su denominación por el principal río que atraviesa el país (el Río Orinoco 2800 km de recorrido máximo).

## Descripción
Se trata de una vía de transporte carretero que conecta la Avenida Libertador con la Avenida Juncal, la Avenida Miranda y la Calle La Planta. Pero que también está vinculada a lo largo de su recorrido con la calle Yaura, la Calle Gutiérrez, Calle la Esperanza, Calle 23 Sur, Avenida Rojas, Calle La Esperanza, Calle El Rosario, Calle Los Mangos, Calle Junín, Calle Pichincha, Calle Páez, Calle Chimborazo, Calle Girardot, entre otras.
En su recorrido atraviesa los sectores Negro Primero, Junín, La Periquera, Centro de Maturín, Sector Los Bloques, Sector Los Cocos, y Brisas del Orinoco.

## Historia
El sector correspondiente a la actual Avenida Orinoco era conocido como Caño Orinoco o Caño Maturín el cual era un pequeño río que durante años marcó el límite sur de la ciudad. Cuando había fuertes lluvias, el río crecía y se desbordaba anegando los alrededores.
Desde la construcción del Cementerio Pedro Juan Luciani (conocido como el Cementerio Viejo) en 1884 al otro lado del Caño Maturín, sus alrededores comenzaron a poblarse de forma lenta pero constante, surgiendo así los barrios de Periquera, Negro Primero, Los Bloques, Los Cocos y Brisas del Orinoco pero esos sectores siempre formaron parte de la periferia de la ciudad hasta el último tercio del siglo XX cuando la ciudad comenzó a expandirse.
La actual avenida fue construida en los años 60 reemplazando los viejos puentes angostos que cruzaban el caño por anchos puentes asfaltados aptos para el tránsito vehicular, también el caño se convirtió en el vertedero de los residuos urbanos de la ciudad junto al río Guarapiche.